# Riedenberg
Riedenberg è un comune tedesco di 1 065 abitanti, situato nel land della Baviera.